# 莫勒切河
莫勒切河，位于中华人民共和国新疆维吾尔自治区巴音郭楞蒙古自治州且末县西部的一条河流，发源于昆仑山脉托库孜达坂山的阿孜塔格冰川，主要有东、西两大源流组成：东支考克木然代牙河先由南向北流，于遥里特什转西流，穿过长约32千米的考克木然代牙峡谷后于赛哦子晤义村与自西南向东北流的西支阿克布牙代牙河汇合，干流自汇合口向北偏西流约10千米后出山口，山口处建有石门水库。莫勒切河干流出山口后北流约20千米后分为东、西两支，西支流向喀玛尕孜村，东支流向硝尔堂村，下游河床逐渐扩散，河流支汊众多，渗漏严重。山口以上河流全长150千米，流域面积2478平方千米，年均径流量2.41亿立方米。